# Rukaluoto
Rukaluoto är en ö i Finland. Den ligger i sjön Sääksjärvi och i kommunen Kumo i den ekonomiska regionen  Björneborgs ekonomiska region  och landskapet Satakunta, i den sydvästra delen av landet, 190 km nordväst om huvudstaden Helsingfors. Öns area är 0,4 hektar och dess största längd är 100 meter i sydväst-nordöstlig riktning.